# Emberiza yessoensis
El escribano culiocre  (Emberiza yessoensis) es una especie de ave paseriforme de la familia Emberizidae propia del norte de Asia.

## Distribución y hábitat
Se la encuentra en China, Hong Kong, Japón, Corea del Norte, Corea del Sur y Rusia. Sus hábitats naturales son las praderas templadas y los pantanos.
Se encuentra amenazado por pérdida de hábitat.